# شرکت صنایع پتروشیمی خلیج
شرکت صنایع پتروشیمی خلیج (انگلیسی: Gulf Petrochemical Industries Company) شرکت پتروشیمی بحرینی است، که در سال ۱۹۷۹ تأسیس شد.